# تيفي
تيفي هي بلدية في البرازيل، تتبع الأمازون، بلغ عدد سكانها 64٬457  نسمة، في 2000، تبلغ مساحتها 23٬704٫475 كيلومتر مربع.

## الموقع
تشترك في الحدود مع:
- Uarini [الإنجليزية]‏.

## المناخ
يظهر الجدول التالي التغييرات المناخية على مدار السنة لتيفي:
| البيانات المناخية لـتيفي                        | البيانات المناخية لـتيفي | البيانات المناخية لـتيفي | البيانات المناخية لـتيفي | البيانات المناخية لـتيفي | البيانات المناخية لـتيفي | البيانات المناخية لـتيفي | البيانات المناخية لـتيفي | البيانات المناخية لـتيفي | البيانات المناخية لـتيفي | البيانات المناخية لـتيفي | البيانات المناخية لـتيفي | البيانات المناخية لـتيفي | البيانات المناخية لـتيفي |
| الشهر                                           | يناير                    | فبراير                   | مارس                     | أبريل                    | مايو                     | يونيو                    | يوليو                    | أغسطس                    | سبتمبر                   | أكتوبر                   | نوفمبر                   | ديسمبر                   | المعدل السنوي            |
| ----------------------------------------------- | ------------------------ | ------------------------ | ------------------------ | ------------------------ | ------------------------ | ------------------------ | ------------------------ | ------------------------ | ------------------------ | ------------------------ | ------------------------ | ------------------------ | ------------------------ |
| الدرجة القصوى °م (°ف)                           | 37.4 (99.3)              | 39.7 (103.5)             | 37.2 (99.0)              | 36.4 (97.5)              | 36.0 (96.8)              | 36.8 (98.2)              | 37.4 (99.3)              | 37.6 (99.7)              | 38.6 (101.5)             | 38.2 (100.8)             | 37.6 (99.7)              | 37.6 (99.7)              | 39.7 (103.5)             |
| متوسط درجة الحرارة الكبرى °م (°ف)               | 32.1 (89.8)              | 32.1 (89.8)              | 32.3 (90.1)              | 32.1 (89.8)              | 31.7 (89.1)              | 31.7 (89.1)              | 32.2 (90.0)              | 33.0 (91.4)              | 33.4 (92.1)              | 33.3 (91.9)              | 32.8 (91.0)              | 32.5 (90.5)              | 32.4 (90.3)              |
| المتوسط اليومي °م (°ف)                          | 26.6 (79.9)              | 26.5 (79.7)              | 26.7 (80.1)              | 26.7 (80.1)              | 26.5 (79.7)              | 26.3 (79.3)              | 26.4 (79.5)              | 27.0 (80.6)              | 27.3 (81.1)              | 27.1 (80.8)              | 27.1 (80.8)              | 26.8 (80.2)              | 26.8 (80.2)              |
| متوسط درجة الحرارة الصغرى °م (°ف)               | 22.6 (72.7)              | 22.6 (72.7)              | 22.5 (72.5)              | 22.7 (72.9)              | 22.7 (72.9)              | 22.1 (71.8)              | 21.9 (71.4)              | 22.2 (72.0)              | 22.3 (72.1)              | 22.5 (72.5)              | 22.7 (72.9)              | 22.6 (72.7)              | 22.5 (72.5)              |
| أدنى درجة حرارة °م (°ف)                         | 18.0 (64.4)              | 15.8 (60.4)              | 18.2 (64.8)              | 18.9 (66.0)              | 18.4 (65.1)              | 14.6 (58.3)              | 14.9 (58.8)              | 15.4 (59.7)              | 18.8 (65.8)              | 19.4 (66.9)              | 18.8 (65.8)              | 19.0 (66.2)              | 14.6 (58.3)              |
| الهطول مم (إنش)                                 | 274.2 (10.80)            | 247.1 (9.73)             | 306.5 (12.07)            | 297.1 (11.70)            | 254.3 (10.01)            | 158.2 (6.23)             | 120.5 (4.74)             | 96.4 (3.80)              | 132.9 (5.23)             | 160.3 (6.31)             | 181.0 (7.13)             | 217.2 (8.55)             | 2٬445٫7 (96.29)          |
| متوسط أيام هطول الأمطار (≥ 1.0 mm)              | 18                       | 17                       | 18                       | 19                       | 17                       | 14                       | 11                       | 9                        | 11                       | 12                       | 13                       | 16                       | 175                      |
| متوسط الرطوبة النسبية (%)                       | 90.0                     | 89.0                     | 89.4                     | 89.9                     | 90.8                     | 89.0                     | 88.1                     | 86.8                     | 86.6                     | 87.5                     | 88.2                     | 89.2                     | 88.7                     |
| ساعات سطوع الشمس الشهرية                        | 140.2                    | 112.3                    | 127.5                    | 125.2                    | 130.9                    | 142.5                    | 181.0                    | 191.8                    | 180.2                    | 170.3                    | 148.3                    | 140.9                    | 1٬791٫1                  |
| المصدر #1: المعهد الوطني للأرصاد الجوية         |                          |                          |                          |                          |                          |                          |                          |                          |                          |                          |                          |                          |                          |
| المصدر #2: Meteo Climat (record highs and lows) |                          |                          |                          |                          |                          |                          |                          |                          |                          |                          |                          |                          |                          |